# Manuel Minginfel
Manuel Minginfel (ur. 28 września 1978) – sztangista z Mikronezji.
Pierwszy raz wystartował w Sydney, kiedy reprezentacja zadebiutowała na igrzyskach. Wówczas Minginfel nie został sklasyfikowany. Cztery lata później na Igrzyskach Olimpijskich w Atenach zajął 10. miejsce. W Sydney startował w kategorii wagowej do 56 kilogramów, a cztery lata później w Atenach startował w kategorii do 62 kilogramów.
W Pekinie wystartował w kategorii wagowej do 62 kilogramów w grupie B. W rwaniu dwie próby na 115 i 120 kilogramów miał udane, natomiast próbę na 123 kilogramy spalił. Rwanie zakończył z wynikiem 120 kilogramów. W podrzucie wszystkie trzy próby na 145,150 i 155 kilogramów miał udane. Podrzut zakończył z wynikiem 155 kilogramów, i z wynikiem 275 kilogramów w dwuboju zajął 4. miejsce w grupie B, a w końcowej klasyfikacji 11. miejsce.